# Coutts Lindsay
Coutts Lindsay, 2e baronnet (2 février 1824 – 7 mai 1913 Kingston upon Thames), est un artiste et aquarelliste britannique.

## Biographie
Il est le fils aîné du Lieutenant général James Lindsay, fils de Robert Lindsay, deuxième fils de James Lindsay (5e comte de Balcarres). Sa mère est Anne, fille de Coutts Trotter, 1er baronnet, associé principal de la Banque Coutt. Robert Loyd-Lindsay (1er baron Wantage), est son frère cadet. En 1839, il succède comme baronnet à son grand-père maternel (titre qui s'éteint à la mort de Lindsay). Il entre ensuite dans l'armée, commandant le 1er régiment de la Légion italienne pendant la guerre de Crimée avant de se retirer de la vie militaire pour se consacrer à l'art. De 1862 à 1874, il expose de nombreuses peintures, dont divers portraits réussis. En 1879, lui et sa première épouse, Lady Lindsay (de Balcarres), sont tous deux élus membres de l'Institut des peintres d'aquarelles. Son atelier au 4-5 Cromwell Place est également utilisé par Archibald Stuart-Wortley.
Lui et sa première épouse fondent la galerie Grosvenor (en) en 1877 comme alternative à la Royal Academy. Elle est consacrée à l'exposition d'œuvres des préraphaélites (alors considérés comme trop avancés sur le plan stylistique pour la Royal Academy) et devient le centre du mouvement esthétique jusqu'à sa fermeture en 1890. Son exposition inaugurale, le 1er mai 1877, comprenait le Nocturne de James Whistler en noir et or: la fusée tombante, qui a mené au célèbre procès en diffamation entre Whistler et John Ruskin. Coutts a joué un rôle important dans la carrière des amis de Coutts Whistler et George Frederic Watts en fournissant un lieu accueillant pour l'exposition de leur travail. Cependant, la galerie a décliné après la séparation de Lindsay de sa première femme, et elle a fermé ses portes en 1890. Au cours des 30 années qui ont précédé sa mort, elle a ensuite vécu à Londres et à Venise, réunissant un cercle d'amis, notamment Lawrence Alma-Tadema, George Frederic Watts et Robert Browning et collectionnant un certain nombre de belles peintures (dont certaines laissées à la National Gallery). Elle a également publié plusieurs volumes de poésie, dont From a Venetian Balcony (1903) et Poems of Love and Death (1907).

## Mariages
Il se marie pour la première fois en 1864 avec l'artiste, romancière et poète Caroline Blanche Elizabeth Fitzroy (née en 1844, décédée le 10 août 1912 à Londres), fille d'Henry Fitzroy et de son épouse Hannah Mayer de Rothschild (fille de Nathan Meyer Rothschild). Son portrait de Joseph Middleton Jopling est à la National Portrait Gallery de Londres. Sa fille Harriet Euphemia Susan Lindsay épouse Thomas Selby Henrey.
Il se remarie, en 1912, avec Kate Harriet Burfield (décédée en 1937).

## Œuvres
- Alfred
- Edward le Prince noir
- Boadicea: une tragédie, 1857